# ТЭ6
Тепловоз ТЭ6 — малая серия тепловозов-электростанций, созданная по заказу Министерства обороны на базе ТЭ2, первого советского серийного грузового магистрального тепловозa, строившегося в СССР с 1948 по 1955.

## Постройка и конструкция тепловоза
По заказу Министерства обороны в 1952 году Харьковский завод транспортного машиностроения создал односекционный четырёхосный тепловоз-электростанцию серии ТЭ6, удовлетворявший требованиям защиты от факторов поражения ядерного взрыва.
Секция оборудована дизель-генераторной установкой (дизель Д50 и генератор), сила тяги длительного режима 22 тс, скорость длительного режима 17 км/ч. По дизелю, ТЭДам, системе управления, конструкции кузова и тележек ТЭ6 не отличался от секции тепловоза ТЭ2, однако в противоположной кабине машиниста стороне кузова ТЭ6 отсутствовал межсекционный переход и межсекционные разъёмы, что не позволяло работать по системе многих единиц. Тяговый генератор позволял получать переменный ток, будучи созданным по аналогии генераторов 18-ти тепловозов серии Ээл, выпущенных в 1937—1941 годах для применения в качестве передвижных дизель-электростанций.
Для защиты от повреждения электромагнитным импульсом ядерного взрыва в кузове тепловоза ТЭ6 проложена металлическая шина, на которую выводится заземление электрооборудования тепловоза. Воздух в герметизированный кузов и систему воздухозабора дизеля проходил через два круглых сетчатых фильтра, проворачивающихся в раздельных масляных ваннах. Для защиты от проникновения радиоактивной пыли высокопроизводительным вентилятором с электроприводом в кузове создавалось избыточное давление.
В первом издании книги В. А. Ракова «Локомотивы отечественных железных дорог 1845—1955» о ТЭ6 не сказано ввиду секретности серии. Во второе издание сведения о ТЭ6 добавлены, но приведена информация только о строительстве трёх экземпляров:

На базе тепловоза серии ТЭ2 Харьковский завод-создал тепловоз-электростанцию ТЭ6. Это был односекционный четырехосный локомотив, не отличающийся от секции тепловоза ТЭ2 по тяговому оборудованию, форме кузова и конструкции тележек, но имевший тяговый генератор, который позволял получать переменный ток. Всего Харьковский завод построил три тепловоза серии ТЭ6: один в 1952 г. и два в 1955 г. — Раков В.А. «Локомотивы отечественных железных дорог. 1845-1955». Москва, «Транспорт», 1995, страница 381.
Большинство ТЭ6 было изготовлено путём переоборудования из секций ТЭ2, при этом в обозначении локомотивов оставался номер «донорской» секции. Так, например, ТЭ6-15-1049 был переоборудован из секции ТЭ2 № 1049 (ТЭ2-525А).

## Эксплуатация тепловоза
Тепловозы эксплуатировались в частях и соединениях Министерства обороны. Ни одна из машин до настоящего времени не сохранилась.
Известные номера ТЭ6: 001, 07–109, 09–785, 10–786, 11–895, 13-971, 15–1049, 16–1050, 197-01, 198-02.